# Cullman County
Cullman County är ett county i den amerikanska delstaten Alabama. 2012 uppskattades countyt ha 80 440 invånare. Den administrativa huvudorten (county seat) är Cullman.

## Geografi
2013 hade countyt en total area på 1 955,5 km². 1 903,38 km² av arean var land och 52,12 km² var vatten.

### Angränsande countyn
- Morgan County  - nord
- Marshall County  - nordöst
- Blount County  - öst
- Walker County  - sydväst
- Winston County  - väst
- Lawrence County  - nordväst